# Ensenada (gemeente)
Ensenada is een gemeente in de Mexicaanse deelstaat Baja California. De hoofdplaats van Ensenada is Ensenada. De gemeente Ensenada is de grootste van Mexico. Met 51.952,3 km² is het ongeveer 10.000 km² groter dan Nederland. De gemeente neemt ongeveer driekwart van de oppervlakte van de staat Baja California in.
De gemeente heeft 413.481 inwoners (census 2005). 11.535 daarvan spreken een indiaanse taal. De belangrijkste inheemse volkeren in de gemeente Ensenada zijn de Kiliwas, Kumiai, en Pa’ ipai, maar ook Zapoteken en Mixteken die vanuit Guerrero en Oaxaca gemigreerd zijn.
Naast Ensenada behoren onder andere de plaatsen Valle de Guadalupe, Lázaro Cárdenas, Rodolfo Sánchez T., Vicente Guerrero en San Quintín tot de gemeente, evenals de eilanden Isla de Cedros en Isla Guadalupe. Niet ver van de stad Ensenada bevindt zich de geiser La Bufadora. Op 240 kilometer van Ensenada, nog steeds binnen de gemeentegrenzen, bevindt zich het nationaal park San Pedro Mártir. Op het hoogste punt van dit park is een observatorium van de Nationale Autonome Universiteit van Mexico gevestigd.
Ensenada · Mexicali · Playas de Rosarito · Tijuana · San Felipe · San Quintín · Tecate